# 스피드 레이서 (영화)
《스피드 레이서》(영어: Speed Racer)는 2008년 개봉한 워쇼스키 형제 감독의 카레이싱 액션 영화이다. 일본 만화 《마하 Go Go Go》의 실사화 작품이다. 에밀 허시, 크리스티나 리치, 존 굿맨, 수전 서랜던, 사나다 히로유키, 그리고 대한민국의 정지훈이 출연하였다.
미국 개봉에서는 예상보다 극히 저조한 성적을 거두었으며, 평론가들은 부정적인 반응을 나타내었다.

## 줄거리
스피드 레이서는 자동차 경주에 열정을 가진 젊은이로, 독립적인 레이서 모터스를 운영하는 부모님, 동생 스프리틀, 애완 침팬지 침침, 정비사 스파키, 그리고 여자친구 트릭시와 함께한다. 스피드는 어릴 적 사고로 세상을 떠난 형 렉스를 우상처럼 여겼고, 형의 뒤를 이어 레이서로 활동하며 뛰어난 실력을 보여준다. 그는 가족과 레이싱 자체를 중요하게 생각한다.
어느 날 대기업 로열튼 인더스트리의 CEO인 E.P. 아놀드 로열튼이 스피드에게 거액의 계약을 제안하지만, 스피드는 탐욕스러운 기업을 불신하는 아버지의 뜻에 따라 거절한다. 이에 격분한 로열튼은 과거부터 기업들이 돈을 벌기 위해 레이스를 조작해왔다는 사실을 폭로하고, 스피드를 공격하여 그의 차를 파손시키고 레이서 모터스를 고소한다.
스피드는 기업 범죄 수사관인 디텍터 경감을 통해 로열튼에게 복수할 기회를 얻는다. 동료 레이서인 태조 토고칸은 로열튼을 기소할 증거를 갖고 있지만, 스피드와 가면을 쓴 레이서 X가 자신의 팀으로 출전하는 조건으로 증거를 넘기겠다고 한다. 스피드는 가족에게 비밀로 하고 이를 받아들이고, 디텍터 팀은 스피드의 차를 개조한다.
레이스 도중 스피드는 레이서 X가 죽은 줄 알았던 형 렉스라는 의심을 품게 된다. 스피드의 가족은 그가 레이스에 참가했다는 사실을 알고 그를 지지한다. 스피드는 여러 방해에도 불구하고 가족의 도움을 받아 레이스에서 우승하지만, 태조의 목적이 로열튼의 인수를 돕기 위한 것이었음이 밝혀진다. 스피드는 레이서 X에게 정체를 묻고, 그는 렉스가 맞지만 변장한 모습이라는 것을 인정한다. 그는 스피드에게 자신의 길을 찾으라고 조언한다.
스피드는 가족에게 돌아와 그가 레이스에 참가하도록 허락하지 않은 아버지의 잘못을 깨닫고 화해한다. 태조의 여동생 호루코는 스피드에게 그랑프리 초대장을 전달하고, 레이서 가족은 새로운 자동차를 만들고 대회에 출전한다. 로열튼은 스피드를 제거하기 위해 거액의 현상금을 걸지만, 스피드는 함정과 음모를 뚫고 승리한다. 레이서 X는 렉스였으며, 동생을 보호하고 레이싱 세계를 정화하기 위해 자신의 죽음을 위장한 것이었다. 결국, 스피드는 승리하고 로열튼은 체포되며 스피드는 트릭시와 사랑을 확인한다.

## 출연

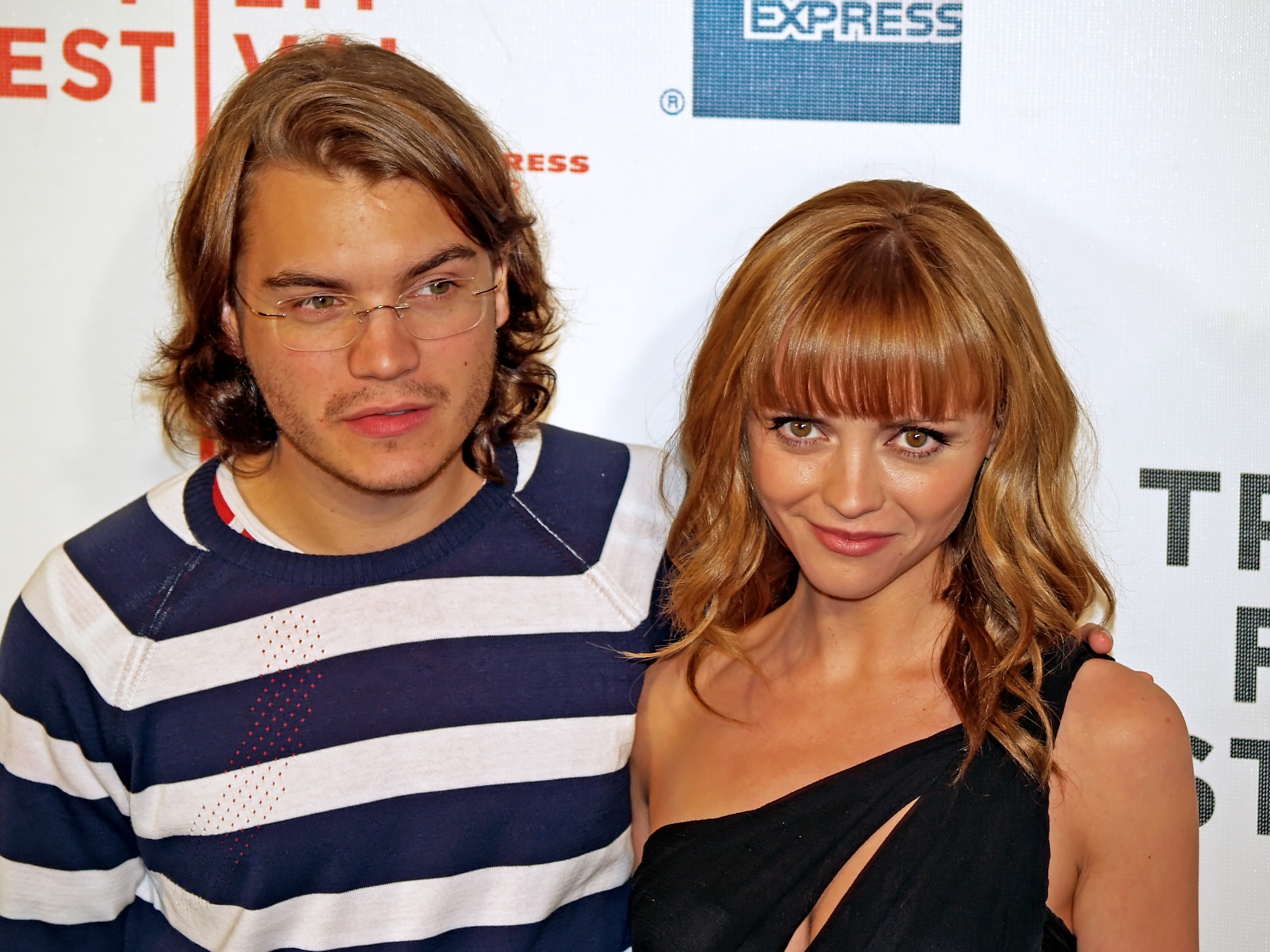
트라이베카 영화제에 참석한 주연 배우 에밀 허시와 크리스티나 리치.

- 에밀 허시/니컬러스 엘리아(아역) : 스피드 레이서 역
- 크리스티나 리치/애리얼 윈터(아역) : 트릭시 역
- 존 굿맨 : 팝스 레이서 역
- 수전 서랜던 : 맘 레이서 역
- 정지훈 : 태조 역
- 매슈 폭스 : 레이서 X 역
- 킥 거리 : 스파키 역
- 사나다 히로유키 : 미스터 무샤 역
- 크리스티안 올리버 : 스네이크 오일러 역
- 박준형 : 야쿠자 운전수 역

## 제작진

### 각본(원조)
- 요시다 타츠오